# Poříčany
Poříčany jsou obec v okrese Kolín ve Středočeském kraji. Leží asi šest kilometrů severovýchodně od Českého Brodu. Žije zde přibližně 1 600 obyvatel. Protéká tudy říčka Šembera, která je levostranným přítokem Výrovky. Poříčany jsou také název katastrálního území o rozloze 5,77 km².

## Historie
První písemná zmínka o vesnici pochází z roku 1295.
V obci Poříčany (1300 obyvatel, poštovní úřad, telegrafní úřad, četnická stanice, katolický kostel) byly v roce 1932 evidovány tyto živnosti a obchody: 2 lékaři, autodoprava, biograf Sokol, 3 cihelny, 2 holiči, 5 hostinců, klempíř, kolář, železniční konsumní spolek, košíkář, kovář, 4 krejčí, mlýn, 6 obuvníků, 3 pekaři, pila, pletárna, pohřební ústav, porodní asistentka, rolník, 3 řezníci, sedlář, 6 obchodů se smíšeným zbožím, stavitel, 3 obchody se střižním zbožím, 4 švadleny, 2 trafiky, 2 truhláři, zahradník, 2 zámečníci, zednický mistr, obchod se zemskými plodinami.

## Obyvatelstvo
| Rok            | 1869 | 1880 | 1890 | 1900 | 1910 | 1921  | 1930  | 1950  | 1961  | 1970  | 1980  | 1991  | 2001  | 2011  | 2021  |
| -------------- | ---- | ---- | ---- | ---- | ---- | ----- | ----- | ----- | ----- | ----- | ----- | ----- | ----- | ----- | ----- |
| Počet obyvatel | 626  | 899  | 877  | 852  | 977  | 1 000 | 1 270 | 1 120 | 1 226 | 1 125 | 1 338 | 1 271 | 1 205 | 1 461 | 1 559 |
| Počet domů     | 72   | 109  | 111  | 120  | 156  | 182   | 269   | 319   | 319   | 322   | 326   | 371   | 389   | 458   | 512   |

## Obecní správa
Od 1. ledna 1980 do 23. listopadu 1990 k obci patřily Hořany.

### Územněsprávní začlenění
Dějiny územněsprávního začleňování zahrnují období od roku 1850 do současnosti. V chronologickém přehledu je uvedena územně administrativní příslušnost obce v roce, kdy ke změně došlo:
- 1850 země česká, kraj Pardubice, politický okres Černý Kostelec, soudní okres Český Brod[9]
- 1855 země česká, kraj Praha, soudní okres Český Brod
- 1868 země česká, politický i soudní okres Český Brod
- 1939 země česká, Oberlandrat Kolín, politický i soudní okres Český Brod[10]
- 1942 země česká, Oberlandrat Praha, politický i soudní okres Český Brod[11]
- 1945 země česká, správní i soudní okres Český Brod[12]
- 1949 Pražský kraj, okres Český Brod[13]
- 1960 Středočeský kraj, okres Nymburk
- k 1. lednu 1996 Středočeský kraj, okres Kolín[14]
- 2003 Středočeský kraj, obec s rozšířenou působností Český Brod

### Obecní symboly
Znak a vlajka byly obci uděleny rozhodnutím předsedy Poslanecké sněmovny Parlamentu České republiky dne 16. července 2014.

## Doprava
Obcí prochází silnice II/330 Nymburk – Sadská – Český Brod, z obce je 2,5 kilometru na dálnici D11 s exitem 25 (Sadská). Železniční stanice Poříčany stojí na železniční trati Praha – Česká Třebová, z níž odbočuje trať Poříčany–Nymburk. Plánované úseky vysokorychlostní tratě umožňující rychlost 300 až 320 km/h mezi Poříčany a Prahou by se měly začít stavět v roce 2025.
K roku 2025 v obci začíná autobusová linka 698 v trase Poříčany, železniční stanice - Chrást - Velenka - Hradištko, Kersko, U Pramene - (Hradištko) - Hradištko,Kersko,Hrabalova - Semice, střed. Dále obcí projíždí autobusová linka 826 v trase Pečky, železniční stanice - Tatce - Klučov, Skramníky - Hořany - Poříčany, železniční stanice - Klučov - Český Brod, Liblice, obec - Český Brod, železniční stanice - Rostoklaty - Břežany II. - Tuklaty, Akátová - Tuklaty, Tlustovousy

## Pamětihodnosti
- Kostel Narození Panny Marie s farou
- Pomník padlým v první světové válce
- Venkovská usedlost čp. 23 z počátku 19. století[17]
- Do katastrálního území obce zasahuje část hradiště Klučov